# 脊髓麻醉
脊髓麻醉（spinal anesthesia）又称蛛网膜下隙麻醉（subarachnoid anesthesia），简称脊麻，是向蛛网膜下隙注射局部麻醉剂的一种局部麻醉形式，多用于下腹部、会阴、下肢手术。局部麻醉药可阻滞脊神经前根和后根，使脊神经所支配的相应区域产生麻醉与镇痛作用。由于穿刺点多选择在腰椎3-4或4-5间隙，又常以腰椎麻醉代称，简称腰麻。
脊髓麻醉属于一种椎管内麻醉（neuraxial anesthesia）或称神经轴索阻滞（neuraxial block），麻醉科醫师、麻醉师助理和麻醉护士在病人進行下肢手术和脐部以下手术時會用一根9厘米长的细针將局部麻醉药或阿片类药物注射到蛛网膜下腔。局部麻醉剂注入脑脊液後便能產生局部麻醉和完全鎮痛效果，它可以阻斷运动神經、感觉神經和自主神经（交感神经）。麻醉師在病人脑脊液中注射镇痛剂（阿片类药物、α2-肾上腺素受体激动剂）後也能产生局部麻醉的效果，不過它並非完全镇痛，因為它只是阻斷了一些自主神经（副交感神经丛），但没有阻断感觉神經或运动神經。